# Cantonul Nantiat
Cantonul Nantiat este un canton din arondismentul Bellac, departamentul Haute-Vienne, regiunea Limousin, Franța.

## Comune
| Comune                     | Populație (1999) | Cod poștal | Cod INSEE |
| -------------------------- | ---------------- | ---------- | --------- |
| Berneuil                   | 420              | 87300      | 87012     |
| Breuilaufa                 | 151              | 87300      | 87022     |
| Le Buis                    | 198              | 87140      | 87023     |
| Chamboret                  | 772              | 87140      | 87033     |
| Cieux                      | 962              | 87520      | 87045     |
| Compreignac                | 1.730            | 87140      | 87047     |
| Nantiat                    | 1.595            | 87140      | 87103     |
| Roussac                    | 475              | 87140      | 87128     |
| Saint-Symphorien-sur-Couze | 227              | 87140      | 87184     |
| Thouron                    | 510              | 87140      | 87197     |
| Vaulry                     | 406              | 87140      | 87198     |